# رشته‌کوه کمین
رشته‌کوه کمین (به لاتین: Kemin Range) یک رشته‌کوه در قرقیزستان است. رشته‌کوه کمین ۳٬۸۸۴ متر بالاتر از سطح دریا واقع شده‌است.